# El impulso (álbum)
El impulso es el cuarto disco de la banda uruguaya de rock/ska La Vela Puerca. Fue lanzado en abril de 2007. El álbum fue grabado y masterizado por Julio Berta en el período noviembre/diciembre de 2006. La grabación fue realizada en tres estudios diferentes: Panda Studios en Buenos Aires, IFU en Montevideo, y Casa Blanca en Atlántida. La masterización fue ideada durante febrero de 2007. El impulso fue masterizado en Los Ángeles, Estados Unidos, por Tom Baker. Estuvo artísticamente producido por Juan Campodónico. La canción "Frágil" fue lanzada como primer sencillo el 29 de marzo de 2007. A principios de 2008, "El Señor" fue el segundo sencillo que se editó del álbum.

## Lista de temas
1. Frágil (Teysera)
2. El "Señor" (Teysera/Butler)
3. Su Ración (Teysera)
4. Neutro (Teysera)
5. Me Pierdo (Teysera/Juan Zas)
6. Clones (Cebreiro)
7. Colabore (Osvaldo Garbuyo/Butler)
8. Para No Verme Más (Teysera)
9. Con El Destino (Teysera)
10. Sanar (Teysera)
11. Pino (Teysera/Di Bello)
12. La Sin Razón (Teysera)
13. Hoy Tranquilo (Teysera)

## Integrantes
- Sebastián Teysera: Voz y guitarra acústica en «Su Ración», «Para no Verme Más» y «Con el Destino».
- Sebastián Cebreiro: Voz y guitarra acústica en «Clones».
- Nicolás Lieutier: Bajo.
- José Canedo: Batería.
- Rafael Di Bello: Guitarras.
- Santiago Butler: Guitarras.
- Carlos Quijano: Saxofón.
- Alejandro Piccone: Trompeta.

## Ficha técnica
- Grabado en noviembre y diciembre de 2006 en Estudios Panda de Buenos Aires, IFU de Montevideo y Casa Blanca de Atlántida.
- Mezclado en febrero de 2007 en Estudios Panda de Buenos Aires.
- Masterizado en marzo de 2007 en Precision Mastering (Los Ángeles).
- Preproducción en octubre de 2006 en IFU (Montevideo).
- Grabación y Mezcla: Julio Berta.
- Edición Digital: Julio Berta y Ricky Musso.
- Mastering: Tom Baker.
- Asistente en Panda: Pablo Barros.
- Drum Doctor: Fernando Dieguez.
- Producido por Juan Campodónico.
- Producción Ejecutiva: Juan Zas.
- Sonido: Daniel Blanco y Memo Martínez.
- Iluminación: Sebastián Cybulski y Maximiliano Marrone.
- Escenario: Manuel Ferreiro, Álvaro Jorge y Álvaro Garroni.
- Production Manager: Federico Roquero.
- Production Manager Argentina: Guillermo González.
- Manager: Juan Zas.
- A & R: ADRIÁN SOSA

- Las canciones fueron arregladas por La Vela Puerca y Juan Campodónico.
- Arreglos de Cuerdas: Luciano Supervielle.
- Arreglos de Vientos: La Vela Puerca y Luciano Supervielle.

Arte: Pedro Dalton / LAND
www.land.com.uy
DESARROLLO WEB: [kbz-tadeo]
www.kbz-tadeo.com

## Músicos invitados
- Bebe Ferreira (Trombón)
- Javier Casalla (Violín en «Para no Verme Más» y «Hoy Tranquilo»)
- Julian Gándara (Chelo en «Para no Verme Más», «Con el Destino» y «Hoy Tranquilo»)
- Ossie Garbuyo (Voz en «Colabore»)
- Luciano Supervielle (Piano en «Para no Verme Más», «Con el Destino», «Sanar», y «Hoy Tranquilo» / TECLADOS EN  «Para no Verme Más» y «Pino»)
- Juan Campodónico (Programaciones / Guitarra en «Clones»)
- Pablo Tate (Recitado en «Sanar»)